# 丹尼斯 (密西西比州)
丹尼斯（英語：Dennis）是位於美國密西西比州蒂肖明戈縣的普查規定居民點。

## 歷史
丹尼斯的郵局自1893年營運至今。

## 人口
根據2020年美國人口普查的數據，丹尼斯的面積為3.51平方千米，皆為陸地。當地共有人口172人，而人口密度為每平方千米49人。